# Distrito electoral federal 1 de la Ciudad de México
El I Distrito Electoral Federal de Ciudad de México es uno de los 300 distritos electorales en los que se encuentra dividido el territorio de México y uno de los 24 en los que se divide la Ciudad de México.
Desde la redistritación de 2005 está formado por el extremo norte de la Delegación Gustavo A. Madero, lo que la convierte en el Distrito Electoral más al norte de la ciudad.

## Distritaciones anteriores
El I Distrito de Ciudad de México (entonces Distrito Federal) surgió para la conformación del Congreso Constituyente de 1856, con Melchor Ocampo  como representante al Constituyente. Miguel Lerdo de Tejada fue el primer representante al Congreso de la Unión por la I Legislatura. 

### Distritación 1978 - 1996
Para la distritación del 29 de mayo de 1978, el I Distrito se ubicó en la Delegación Cuauhtémoc, delimitado por las avenidas José Vasconcelos, Avenida Chapultepec, el Viaducto Miguel Alemán y la Avenida Nuevo León.

### Distritación 1996 -
Desde la distritación del 12 de agosto de 1996, el I Distrito se ubica en la Delegación Gustavo A. Madero (hoy alcaldía). Para entonces, limitaba al norte con el municipio de Coacalco, en el Estado de México; al sur, con el II Distrito; al este, con Ecatepec y Tlalnepantla. Con las distritaciones de 1996 y 2005, ha sufrido modificaciones menores. 
Desde la distritación de 2017, se establece como cabecera distrital a la alcaldía de Gustavo A. Madero. Anteriormente, las cabeceras distritales del entonces Distrito Federal eran extensivas para toda la Ciudad de México.

## Diputados por el distrito
| Diputado | Diputado                                    | Grupo parlamentario | Legislatura    | Periodo     |
| -------- | ------------------------------------------- | ------------------- | -------------- | ----------- |
|          | Melchor Ocampo                              | Liberal             | Constituyente  | 1856 - 1857 |
|          | Miguel Lerdo de Tejada                      | Liberal             | I              | 1857        |
| Vacante  | Vacante                                     | Vacante             | II             | 1861 - 1863 |
|          | Blas Gutiérrez                              |                     | III            | 1863 - 1865 |
|          | Juan José Baz                               |                     | IV             | 1867 - 1868 |
| Vacante  | Vacante                                     | Vacante             | V              | 1869 - 1871 |
|          | Alfredo Chavero                             |                     | VI             | 1871 - 1873 |
|          | Mariano Yáñez (Suplente)                    |                     | VII            | 1873 - 1875 |
| Vacante  | Vacante                                     | Vacante             | VIII           | 1875 - 1878 |
|          | José Simeón Arteaga                         |                     | IX             | 1878 - 1880 |
|          | Manuel Domínguez                            |                     | X              | 1880 - 1882 |
|          | Ezequiel Montes Ledesma                     | Liberal             | XI             | 1882 - 1884 |
|          | José Simeón Arteaga                         |                     | XII            | 1884 - 1886 |
|          | Pedro Rincón Gallardo y Terreros            |                     | XIII XIV XV    | 1886 - 1892 |
|          | Guillermo Prieto Pradillo                   | Liberal             | XVI XVII XVIII | 1892 - 1898 |
|          | Pablo Macedo                                |                     | XIX XX         | 1898 - 1902 |
|          | Roberto Nuñez                               |                     | XXI XXII       | 1902 - 1906 |
|          | Francisco G. Cosmes (Suplente en funciones) |                     | XXIII          | 1906 - 1907 |
|          | Roberto Nuñez                               |                     | XXIV XXV       | 1908 - 1912 |
|          | Carlos Trejo Lerdo de Tejada                |                     | XXVI           | 1912 - 1914 |
|          | Ignacio L. Pesqueira                        |                     | Constituyente  | 1916 - 1917 |
|          | Eduardo Hay                                 | PLC                 | XXVII          | 1917 - 1918 |
|          | Francisco Cravioto Gallardo                 |                     | XXVIII         | 1918 - 1920 |
|          | Herminio Pérez Abreu                        | PLC                 | XXIX           | 1920 - 1922 |
|          | Ezequiel Salcedo                            |                     | XXX            | 1922 - 1924 |
|          | Leopoldo Zincúnegui Tercero                 |                     | XXXI           | 1924 - 1926 |
|          | Eulalio Martínez                            |                     | XXXII          | 1926 - 1928 |
|          | Aníbal M. Cervantes                         | CI                  | XXXIII         | 1928 - 1930 |
|          | Samuel Villarreal, Jr.                      |                     | XXXIV          | 1930 - 1932 |
|          | Luis L. León                                |                     | XXXV           | 1932 - 1934 |
|          | Maximiliano Chávez Aldeco                   |                     | XXXVI          | 1934 - 1937 |
|          | José Muñoz Cota                             |                     | XXXVII         | 1937 - 1940 |
|          | Lamberto Zúñiga                             | PRUN                | XXXVIII        | 1940 - 1943 |
|          | Francisco Linares                           |                     | XXXIX          | 1943 - 1946 |
|          | Manuel Peña Vera                            |                     | XL             | 1946 - 1949 |
|          | Rafael S. Pimentel                          |                     | XLI            | 1949 - 1952 |
|          | Pedro Julio Pedrero Gómez                   |                     | XLII           | 1952 - 1955 |
|          | César Velázquez Sánchez                     |                     | XLIII          | 1955 - 1958 |
|          | Antonio Aguilar Sandoval                    |                     | XLIV           | 1958 - 1961 |
|          | Jorge Abarca Calderón                       |                     | XLV            | 1961 - 1964 |
|          | Arturo López Portillo                       |                     | XLVI           | 1964 - 1967 |
|          | Pedro Luis Bartilotti Perea                 |                     | XLVII          | 1967 - 1970 |
|          | León Michel Vega                            |                     | XLVIII         | 1970 - 1973 |
|          | Guillermo Gabino Vázquez Alfaro             |                     | XLIX           | 1973 - 1976 |
|          | Eduardo Andrade Sánchez                     |                     | L              | 1976 - 1979 |
|          | Carlos Duffo López                          |                     | LI             | 1979 - 1982 |
|          | Pedro Luis Bartilotti Perea                 |                     | LII            | 1982 - 1985 |
|          | Manuel Gurría Ordóñez                       |                     | LIII           | 1985 - 1988 |
|          | Jaime Guillermo Aviña Zepeda                |                     | LIV            | 1988 - 1991 |
|          | José de la Herrán                           |                     | LV             | 1991 - 1994 |
|          | Manuel Arciniega Portillo                   |                     | LVI            | 1994 - 1997 |
|          | César Lonche Castellanos                    |                     | LVII           | 1997 - 2000 |
|          | Julieta Prieto Furhken                      |                     | LVIII          | 2000 - 2003 |
|          | Marcos Morales Torres                       |                     | LIX            | 2003 - 2006 |
|          | Andrés Lozano Lozano                        |                     | LX             | 2006 - 2009 |
|          | Ramón Jiménez López                         |                     | LXI            | 2009 - 2012 |
|          | Lizbeth Rosas Montero                       |                     | LXII           | 2012 - 2015 |
|          | Alberto Martínez Urincho                    |                     | LXIII          | 2015 - 2018 |
|          | Vanessa del Castillo Ibarra                 |                     | LXIV           | 2018 - 2024 |
|          | Vanessa del Castillo Ibarra                 | LXV                 |                | 2018 - 2024 |
|          | César Cravioto Romero                       | LXVI                | 2024           |             |
|          | Emiliano Álvarez López                      | LXVI                | 2024-          |             |

1. ↑  Cosmes muere en 1907, por lo que la diputación queda vacante el resto de la legislatura.
2. ↑  Solicitó licencia definitiva el primer día de la legislatura.

## Resultados electorales

### 2009
|  | 12.06 % |

|  | 13.32 % |

|  | 39.23 % |

|  | 9.99 % |

|  | 11.20 % |

|  | 3.13 % |

|  | 1.28 % |

|  | 0.20 % |

|  | 9.61 % |

|  | 100.00 % |